# Clash of Champions (2017)
Cet article concerne l'édition 2017 du pay-per-view Clash of Champions. Pour toutes les autres éditions, voir WWE Clash of Champions.
 (novembre 2017).
Si vous disposez d'ouvrages ou d'articles de référence ou si vous connaissez des sites web de qualité traitant du thème abordé ici, merci de compléter l'article en donnant les références utiles à sa vérifiabilité et en les liant à la section « Notes et références ».
L’édition 2017 de Clash of Champions est un Premium Live Event de catch (lutte professionnelle) produit par la World Wrestling Entertainment, une fédération de catch américaine qui est télédiffusée et visible en paiement à la séance sur le WWE Network, ainsi que gratuitement sur les chaînes de télévision française AB1 et belge ABXplore. L'événement a eu lieu le 17 décembre 2017 au TD Garden à Boston (Massachusetts). Il s'agit de la seconde édition de Clash of Champions.

## Contexte
Les spectacles de la World Wrestling Entertainment (WWE) sont constitués de matchs aux résultats prédéterminés par les scénaristes de la WWE. Ces rencontres sont justifiées par des storylines – une rivalité avec un catcheur, la plupart du temps – ou par des qualifications survenues dans les shows de la WWE tels que Raw et SmackDown. Tous les catcheurs possèdent une gimmick, c'est-à-dire qu'ils incarnent un personnage gentil (Face) ou méchant (Heel), qui évolue au fil des rencontres. Un événement comme Clash of Champions est donc un événement tournant pour les différentes storylines en cours,.

### Randy Orton et Shinsuke Nakamura contre Kevin Owens et Sami Zayn
Le 8 octobre à Hell in a Cell, Kevin Owens bat Shane McMahon dans un Falls Count Anywhere Hell in a Cell match. Pendant le combat, Sami Zayn effectue un Heel Turn, car il intervient dans le match et sauve son compatriote. Le 19 novembre aux Survivor Series, l'équipe masculine de WWE SmackDown perd face à celle de Raw. Pendant le match, les deux catcheurs canadiens attaquent le commissionnaire du show bleu, mais sont repoussés par Randy Orton et John Cena. Le 5 décembre à SmackDown Live, le fils ainé de Vince McMahon annonce que Kevin Owens et Sami Zayn affronteront The Viper et un partenaire de son choix au PLE. Plus tard dans la soirée, Randy Orton bat le troisième catcheur. Après le combat, Shinsuke Nakamura vient en aide à l'ancien champion du monde et le match entre les deux duos de catcheurs au PLE est officiellement annoncé. Shane McMahon annonce ensuite qu'il sera l'arbitre spécial du match. La semaine suivante à SmackDown Live, Daniel Bryan, le GM du show bleu, annonce à son tour être le second arbitre spécial du match.

### AJ Styles (c) contre Jinder Mahal
Le 7 novembre à SmackDown Live, AJ Styles redevient champion de la WWE, pour la seconde fois, en battant Jinder Mahal et devient le premier catcheur à gagner la ceinture hors du sol américain. Quatorze soirs plus tard à SmackDown Live, The Modern Time Maharajah veut une revanche pour la ceinture et The Phenomenal lui laisse choisir le jour et le lieu. Le catcheur indien choisit alors le PLE.

### Baron Corbin (c) contre Bobby Roode contre Dolph Ziggler
Le 8 octobre à Hell in a Cell, Baron Corbin devient le nouveau champion des États-Unis en battant Tye Dillinger et AJ Styles dans un Triple Threat match, remporte le titre pour la première fois de sa carrière et son premier titre dans le roster principal. Le 19 novembre aux Survivor Series, il bat le champion Intercontinental, The Miz, dans un Champion vs. Champion match.

### The Usos (c) contre The New Day contre Chad Gable et Shelton Benjamin contre Rusev et Aiden English
Le 10 octobre à Smackdown, Chad Gable et Shelton Benjamin battent The Hype Bros, Breezango et The Ascension pour devenir aspirant n°1 pour les titres par équipes. Le 7 novembre, ils gagnent contre The Usos mais par décompte à l'extérieur et ne remportent pas les titres. Le 28 novembre, Kofi Kingston et Xavier Woods du New Day battent Gable et Benjamin. La semaine suivante, il a été annoncé que The Usos défendront leurs titres face à Chad Gable et Shelton Benjamin et The New Day à Clash Of Champions. Le 5 décembre, Rusev et Aiden English ont été ajoutés au match après qu'ils ont battu Kofi Kingston et Big E, ce qui fait de ce match un Fatal 4 Way par équipes.

### Natalya contre Charlotte pour le titre féminin de SmackDown
Le 14 novembre à Smackdown, Charlotte Flair bat Nataya et remporte pour la première fois de sa carrière le WWE Smackdown Women's Championship. Charlotte prendra donc la place de Natalya pour affronter la championne de Raw Alexa Bliss au Survivor Series, match que Charlotte gagne. 2 jours plus tard à Smackdown, elle remet son titre en jeu contre Natalya mais ce match se finira par une disqualification après que les nouvelles arrivantes de la NXT ,Ruby Riott, Liv Morgan  et Sarah Logan  attaquèrent les deux catcheuses. Quelques jours plus tard, sur le site officiel de la  WWE , il a été annoncé que Charlotte défendra une nouvelle fois son titre face à Natalya à Clash of Champions. Le 5 décembre, Lana, Tamina et Carmella réclament à Daniel Bryan qu'elles ont en marre que ce soit tout le temps Natalya qui a le droit à un match de championnat, elles se feront interrompre par  The Riott Squad  où Ruby Riott dit qu'elle mérite un match de championnat. Bryan décide alors que le match de championnat sera finalement un Lumberjack Match. Plus tard dans la soirée, Charlotte affronte Tamina avec Lana, Carmella et Natalya dans son coin, malheureusement pour elle, c'est Charlotte qui gagnera. Après le match, The Riott Squad s'approchent du ring et une bagarre éclata avec toute la division féminine de SmackDown excepté Charlotte. La semaine suivante, Flair affronte Ruby Riott avec Natalya dans la table de commentateurs, où Charlotte gagne par disqualification après que Natalya l'attaqua par derrière. Après le match, The Riott Squad attaqua Charlotte mais Naomi viendra à son secours, suivie plus tard par Lana, Tamina et Carmella qui s'en prendront aussi au Riott Squad.

## Tableau des matchs
| Ordre par numéros | Résultat | Stipulation(s) | Temps |
| --- | --- | --- | ----- |
| 1P | Mojo Rawley bat Zack Ryder | Match simple | 6:55  |
| 2 | Dolph Ziggler bat Baron Corbin (c) et Bobby Roode | Triple Threat match pour le WWE United States Championship                                                                                               | 12:45 |
| 3 | The Usos (Jimmy et Jey) (c) battent The New Day (Big E et Kofi Kingston) (avec Xavier Woods), Chad Gable et Shelton Benjamin, Rusev et Aiden English | Fatal 4-Way Tag Team match pour les WWE SmackDown Tag Team Championship                                                                                  | 12:54 |
| 4 | Charlotte Flair (c) bat Natalya par soumission | Lumberjack match pour le WWE SmackDown Women's Championship                                                                                              | 10:32 |
| 5 | The Bludgeon Brothers (Harper et Rowan) battent Breezango (Fandango et Tyler Breeze)                                                                 | Tag Team match | 1:58  |
| 6 | Kevin Owens et Sami Zayn battent Randy Orton et Shinsuke Nakamura                                                                                    | Tag Team match Shane McMahon et Daniel Bryan sont les arbitres spéciaux du match. Si Kevin Owens et Sami Zayn perdent, ils devront quitter la compagnie. | 21:37 |
| 7 | AJ Styles (c) bat Jinder Mahal par soumission | Match simple pour le WWE Championship | 23:04 |
| La lettre C placée entre parenthèses désigne la personne ou l’équipe championne en titre. P – indique que le match a eu lieu lors du pré-show | | |       |